# Shun Kumagai
Shun Kumagai (født 7. august 1996) er en japansk fodboldspiller.
Han har spillet for flere forskellige klubber i sin karriere, herunder Ventforet Kofu.